# Медичное
Медичное (укр. Медичне) — село,
Николаевский сельский совет,
Васильковский район,
Днепропетровская область,
Украина.
Код КОАТУУ — 1220786606. Население по переписи 2001 года составляло 712 человек.

## Географическое положение
Село Медичное находится в 2,5 км от левого берега реки Чаплина,
примыкает к селу Дубовики.
По селу протекает пересыхающий ручей с запрудой.

## История
- 1991 — село Трудколония переименовано в село Медичное[2].

## Экономика
- Васильковский психоневрологический дом-интернат.